# Saint-Médard (Gers)
Saint-Médard település Franciaországban, Gers megyében. Lakosainak száma 345 fő (2022. január 1.). Saint-Médard Belloc-Saint-Clamens, Berdoues, Clermont-Pouyguillès, Idrac-Respaillès, Loubersan, Mirande és Moncassin községekkel határos.

## Népesség
A település népessége az elmúlt években az alábbi módon változott:
| Lakosok száma | 282  | 274  | 277  | 338  | 324  | 330  | 327  | 338  | 343  | 345  |
|               | 1968 | 1982 | 1990 | 2006 | 2013 | 2015 | 2017 | 2019 | 2020 | 2022 |